# Laureola vietnamensis
Laureola vietnamensis is een pissebed uit de familie Armadillidae. De wetenschappelijke naam van de soort is voor het eerst geldig gepubliceerd in 1993 door Kwon, Ferrara & Taiti.